# Jan Gadaliński
Jan Gadaliński (ur. 20 czerwca 1908, zm. 1994) – polski szachista.

## Kariera szachowa
W 1938 r. wystąpił w międzynarodowym turnieju w Krakowie, w którym uczestniczył również Karol Wojtyła. W latach 1946–1975 dziewięciokrotnie wystąpił w finałach mistrzostw Polski. Największy sukces odniósł w 1946 r. w Sopocie, zdobywając tytuł wicemistrza kraju. Dobre wyniki osiągnął również w finałach w latach 1948 (V miejsce) oraz 1951 (IV miejsce). Uczestniczył również w międzynarodowych turniejach w Warszawie (1947), Sopocie (1951) oraz w drużynowym turnieju zespołów Polski, Węgier oraz Czechosłowacji w Warszawie (1956). W 1955 r. podzielił II miejsce (wraz z Kazimierzem Platerem) we Wrocławiu.
Według retrospektywnego systemu Chessmetrics, najwyżej sklasyfikowany był w styczniu 1948 r., zajmował wówczas 217. miejsce na świecie.